# 小雙俠
《小雙俠》是1977年1月1日至1979年1月27日在富士電視網播出的動畫作品，全108集，為龍之子「時間飛船系列」的第2作。本作在2008年推出了同名重製版動畫，2009年推出了真人電影版，由櫻井翔、福田沙紀、深田恭子等人主演。2015年推出動畫續作《夜晚的小雙俠》，故事則延續1977年的動畫原版。
在台灣曾由華視購入，以《正義雙俠》譯名於1982年播出，但卻仍與同為華視播出的同系列第一作《救難小英雄》一樣，遭到未能播畢即遭腰斬的命運。

## 登場人物

### 小雙俠
高田剛（Takada Gan，聲：（日）太田淑子；（港）馮志潤）
是個喜歡修機械的13歳少年。
上成愛（Kaminari Ai，聲：（日）岡本茉利；（港）梁緻盈）
骰仔人（Omotchama，聲：（日）桂玲子；（港）方煥蘭）

### 杜倫布賊黨
多龍芝（Doronjo，聲：（日）小原乃梨子；（港）周婉侶）
伯亞基（Boyacky，聲：（日）八奈見乘兒；（港）盧國權）
東茲拉（Tonzura，聲：（日）立壁和也；（港）馮錦倫）
骷髏兵衛（Dokurobei，聲：（日）瀧口順平；（港）梁耀昌）

## 外部連結
- 龍之子作品介紹（1977年版） （页面存档备份，存于）
- 同上（2008年版）
- 《夜之小雙俠》作品介紹 （页面存档备份，存于）